# Municipio de East Donegal
El municipio de East Donegal (en inglés: East Donegal Township) es un municipio ubicado en el condado de Lancaster en el estado estadounidense de Pensilvania. En el año 2000 tenía una población de 5.405 habitantes y una densidad poblacional de 95.6 personas por km².

## Geografía
El municipio de East Donegal se encuentra ubicado en las coordenadas 40°03′30″N 76°37′35″O / 40.05833, -76.62639.

## Demografía
Según la Oficina del Censo en 2000 los ingresos medios por hogar en la localidad eran de $55,414 y los ingresos medios por familia eran de $58,117. Los hombres tenían unos ingresos medios de $35,901 frente a los $26,071 para las mujeres. La renta per cápita de la localidad era de $20,488. Alrededor del 1,5% de la población estaba por debajo del umbral de pobreza.